# Macrocyt

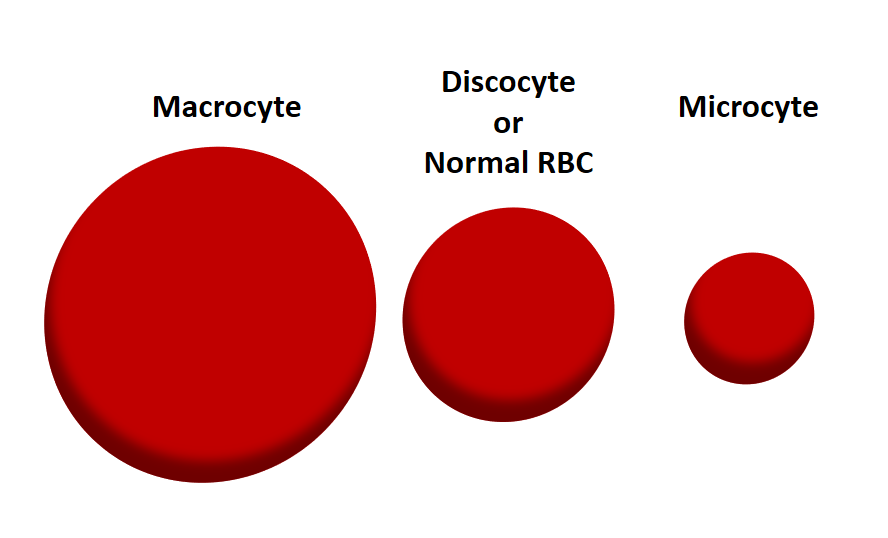
Rode bloedcellen

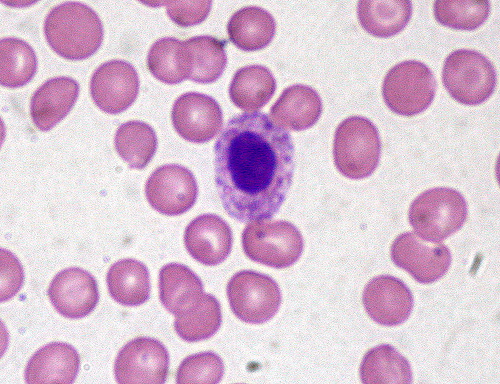
Macrocyten bij macrocytaire anemie. In het midden een neutrofiele granulocyt

Een macrocyt is een rode bloedcel, die groter is dan normaal met een diameter die groter is dan 9 micrometer. Ze zijn doorgaans 9-12 micrometer groot. Deze vergrote cel wordt gedefinieerd door een mean corpuscular volume (MCV) (gemiddeld volume) dat het bovenste referentiebereik overschrijdt dat is vastgesteld door het laboratorium en de hematologieanalysator (meestal >100 ferntoliter (fL). Bij onderzoek van een perifeer bloeduitstrijkje onder de microscoop lijken deze macrocyten groter dan de normocyten. Perifeer bloed is bloed dat door het vaatstelsel van het lichaam circuleert en niet geconcentreerd is in een specifiek orgaan.
De oorzaak van het ontstaan van macrocyten in het bloed is een defect in de rijping van de rode bloedvoorlopercellen die zich in het beenmerg ophopen. De grotere omvang is te wijten aan een verschillende rijping tussen de celkern van rode bloedcellen en het cytoplasma..
Macrocytose, waarbij de rode bloedcellen groter zijn dan normaal, is een veelvoorkomend morfologisch kenmerk in neonataal perifeer bloed. De aanwezigheid van macrocytose kan duiden op een reeks aandoeningen, van goedaardige, behandelbare ziekten tot ernstigere onderliggende aandoeningen.
Macrocyten kunnen ovaal of rond zijn. Ovale macrocyten (ook wel megalocyten genoemd)[4] worden gezien bij aandoeningen die geassocieerd worden met dyserytropoëse, waaronder megaloblastische anemie, myelodysplasie syndromen, Fanconi-anemie en congenitale dyserytropoëtische anemie type I en III. Ronde macrocyten worden geassocieerd met andere oorzaken van macrocytose, zoals macrocytaire anemie.